# Metro de París

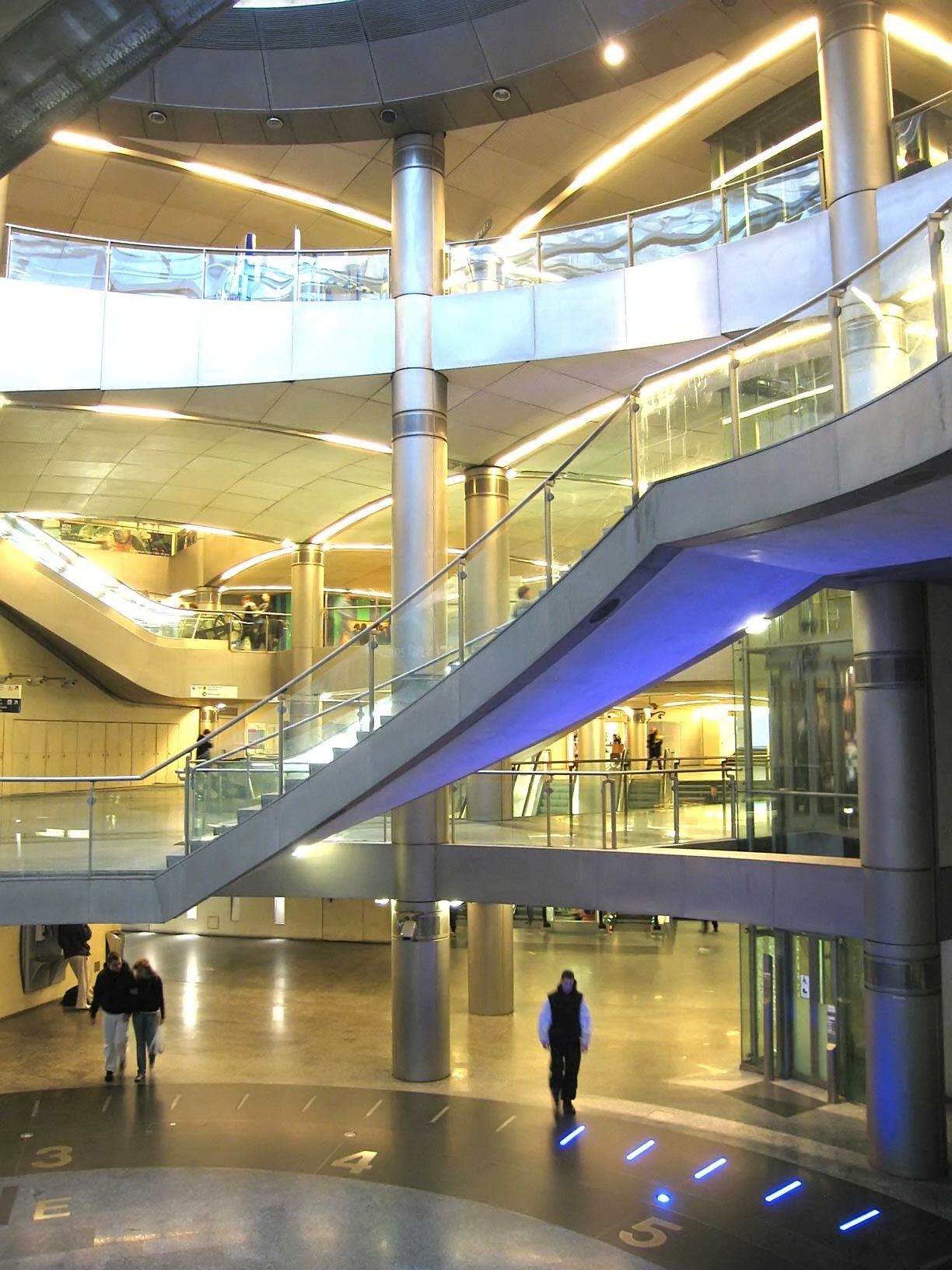
Vestíbul de correspondències a l'estació de Saint-Lazare

El metro de París (en francès: Métro de Paris o Métro parisienne) és un dels sistemes de transport que serveix la ciutat de París i l'aglomeració parisenca. Té 16 línies, quasi sota terra, amb 214 km de vies. Un dels símbols del París modernista i actual, es caracteritza per la densitat de la xarxa al centre de la ciutat, on clarament és visible a moltes parades l'Art nouveau.
La primera línia del metro va ser construïda per motiu de l'Exposició universal del 1900. Va ser inaugurada mesos després. La xarxa ràpidament començà a expandir-se intramurs fins que arribà la Segona Guerra Mundial, que frenà la construcció. Després de la interrupció (1950-1970), moltes línies començaren a allargar-se als suburbis veïns. Un defecte d'aquesta construcció va ser que van fer les estacions molt poc separades entres si, impedint l'allargament de les andanes, dels combois, i així impedint que creixés la xarxa, encara avui en dia. El 1998, es va inaugurar la ligne 14, construïda per a alleujar el dens tràfic de trens i passatgers de la línia A du RER al tronc central.
Avui dia, el metro transporta aproximadament 3,9 milions de passatges al dia (1,409 milions l'any 2006). Amb 300 parades (384 punts de parada), 62 ofereixen correspondència amb altres línies. El Metro de Paris es classifica en nombre de viatgers en 4a posició, darrere del de Moscou (2,5 milions), Tòquio i el de Mèxic. Quant a la longitud de la xarxa se situa en 7a posició, per darrere del de New York, Londres, Madrid, Seül, Tòquio i el de Moscou, i en 3a posició en nombre ‘estacions, per darrere del Nova York (468 estacions) i el Seül.
El funcionament del metro està controlat per la RATP, que també controla el bus i 4 línies de tramvia. També hi ha més mitjans de transport com la rodalia o RER (Réseau Express Régional), que vol dir xarxa regional ràpida: RER (451 milions de viatgers el 2006 al RER RATP), el Transilien (ferrocarril regional amb 655 milions de viatgers, incloent-hi la xarxa de RER SNCF), quatre línies de tramvia amb 64 milions de viatgers, la xarxa de bus (997 milions de viatgers el 2006), que també serveixen als aeroports.

## Història
L'any 1896, la ciutat de París va acceptar el projecte de Fulgence Bienvenüe, enginyer de camins, pel qual es preveia una xarxa de nou línies que discorrerien només pel subsòl del municipi de París. La construcció del metro va començar el novembre de 1898 per la Compagnie du Chemin de Fer Métropolitain de Paris (CMP).
El 19 de juliol de 1900, amb motiu de l'Exposició Internacional, es va inaugurar el tram de la línia 1 comprés entre les estacions de Porte Maillot i Porte de Vincennes, encara que algunes estacions del recorregut no estaven acabades. Aquestes es van anar obrint segons que s'anaven acabant les obres. Al mes d'octubre del mateix any, s'obririen els primers trams de les línies 2 nord (actual línia 2) i la línia 2 sud (actual línia 6).
El servei prestat des de l'obertura consistia en trens de fusta elèctrics, amb presa de corrent mitjançant tercer carril, amb distinció de primera classe i segona classe. L'èxit del metro fou tan gran que, pocs anys després, s'augmentarien les freqüències i les composicions passarien a ser de fins a vuit cotxes, en comptes dels tres inicials.

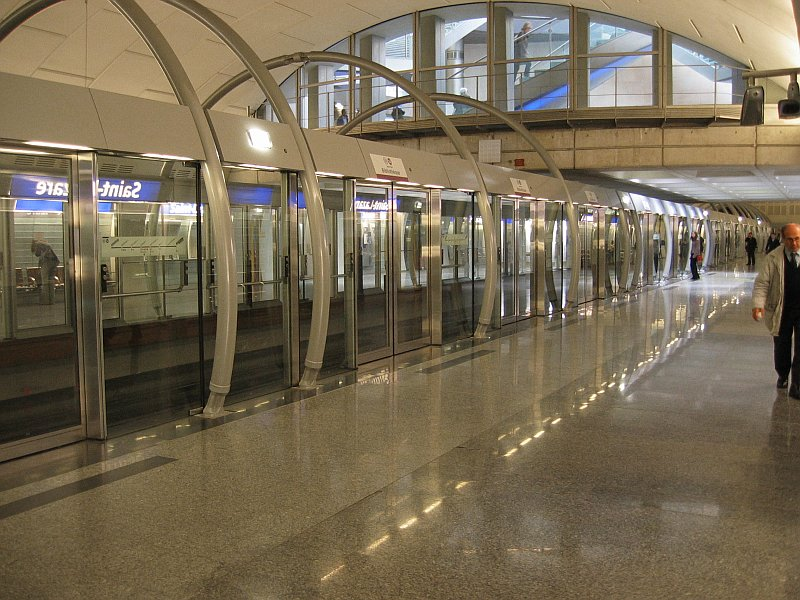
Estació Saint-Lazare de la línia 14 del Metro de París

El 1904 es va constituir una segona companyia, la Société du Chemin de Fer Electrique Nord-Sud de Paris (coneguda com la Nord-Sud), que va iniciar el 1910 la construcció de dues línies, la A i la B (avui part de les línies 12 i 13). Inicialment aquestes dues línies funcionaven amb catenària i tercer carril, però l'ús de la catenària no va perdurar.
La Nord-Sud es va ajuntar amb la CMP el 1930 (més tard es va inaugurar la línia 11 i la primera línia 14, actualment part de la línia 13). La CMP va passar a ser de possessió estatal el 1948 i canviar el seu nom a Régie Autonome des Transports Parisiens (coneguda com a RATP).
La línia 14 és la línia més moderna, coneguda com la línia méteor, en francès. Els trens són automàtics, i a les estacions hi ha unes portes de seguretat que només s'obren quan hi ha el tren estacionat a l'andana.

## Xarxa de metro
Hi ha un total de 16 línies, numerades de la 1 a la 14 amb l'addició de les línies 3bis i 7bis (antics ramals de les línies 3 i 7, respectivament).

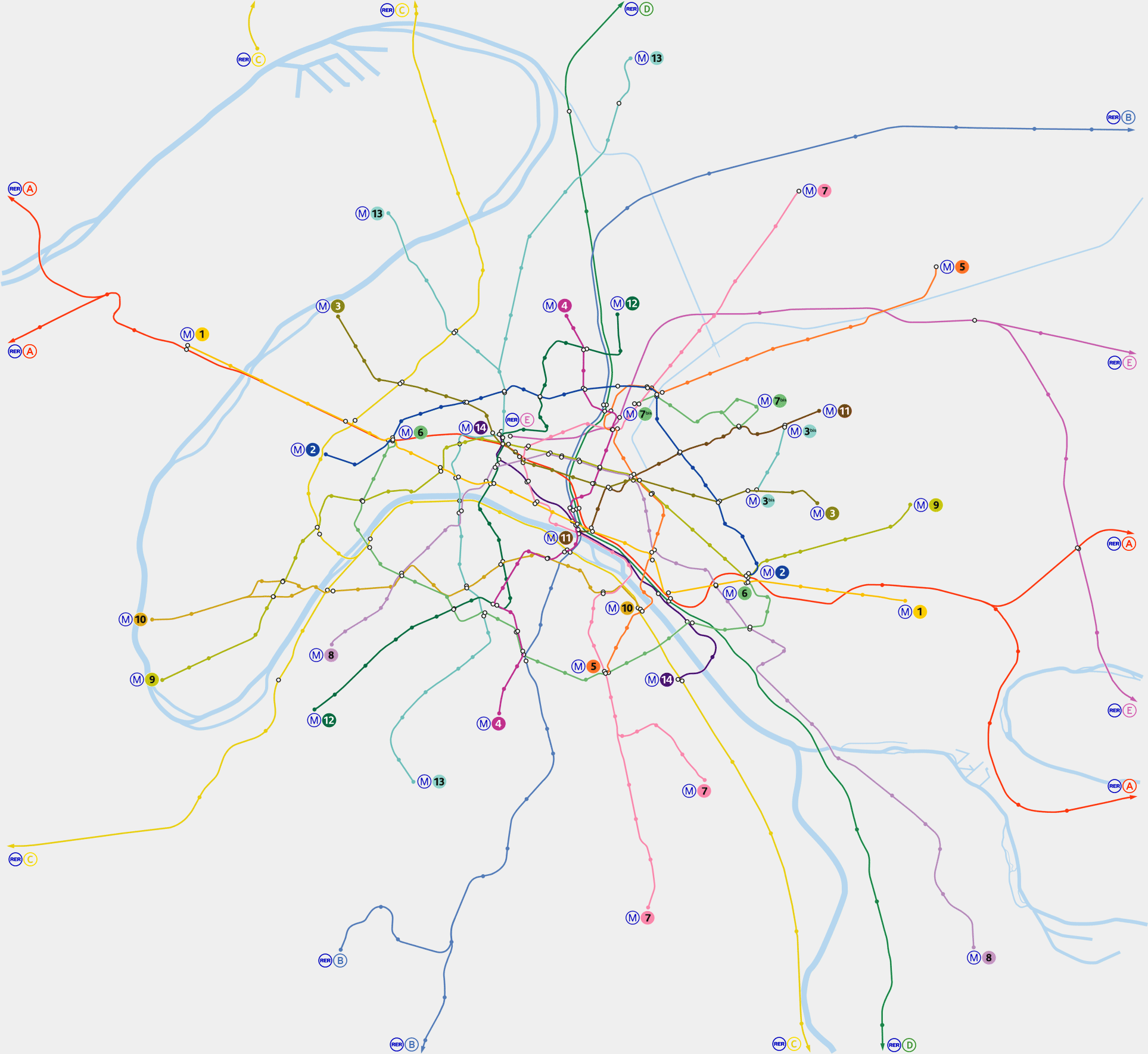
Plànol de la xarxa

| Línia | Línia | Inauguració | Última extensió | Estacions | Longitud |
| ----- | ----- | ----------- | --------------- | --------- | -------- |
|       | 1     | 1900        | 1992            | 25        | 16.6 km  |
|       | 2     | 1900        | 1903            | 25        | 12.3 km  |
|       | 3     | 1904        | 1971            | 25        | 11.7 km  |
|       | 3bis  | 1971        | 1971            | 4         | 1.3 km   |
|       | 4     | 1908        | 2013            | 27        | 10.6 km  |
|       | 5     | 1906        | 1985            | 22        | 14.6 km  |
|       | 6     | 1909        | 1942            | 28        | 13.6 km  |
|       | 7     | 1910        | 1987            | 38        | 22.4 km  |
|       | 7bis  | 1967        | 1967            | 8         | 3.1 km   |
|       | 8     | 1913        | 2011            | 38        | 22.1 km  |
|       | 9     | 1922        | 1937            | 37        | 19.6 km  |
|       | 10    | 1923        | 1981            | 23        | 11.7 km  |
|       | 11    | 1935        | 1937            | 13        | 6.3 km   |
|       | 12    | 1910        | 2012            | 29        | 13.9 km  |
|       | 13    | 1911        | 2008            | 31        | 22.5 km  |
|       | 14    | 1998        | 2003            | 8         | 7.9 km   |

## Arquitectura
Moltes estacions, són i estan decorades del mateix estil. Algunes entrades són d'estil Art Nouveau (modernisme), dissenyades per Hector Guimard.
La majoria d'estacions estan decorades seguint la decoració original del metro, amb parets (i sovint el sostre) decorats amb rajola bisellada blanca. Els rètols amb els noms de les estacions són de color blau amb les lletres blanques. La majoria d'estacions tenen una volta d'aproximadament 14 metres d'amplada, amb dues andanes laterals de 4 m d'ample. Hi ha panells amb publicitat per les parets dels passadissos i les andanes. Aquest estil va servir per inspirar la decoració del metro de Madrid i de Barcelona.
Originalment es va triar aquest estil a causa dels febles sistemes d'il·luminació de principis de segle xx i, d'aquesta manera, les rajoles bisellades blanques podien reflectir la llum creada per les bombetes. Els fluorescents no es van començar a utilitzar fins passada la Segona Guerra Mundial.

## Tarifes
El 2015 el bitllet senzill dels transports metropolitans de París, anomenat ticket t+, té un preu d'1,80 euros. El preu normal del paquet (carnet) de 10 bitllets és de 14,10 euros.

## Projectes
| Abans del 2030 |
| --- |
| Mairie de Montrouge → Bagneux–Lucie Aubrac Mairie des Lilas → Rosny–Bois-Perrier Front Populaire → Mairie d'Aubervilliers Saint–Lazare → Mairie de Saint-Ouen Château de Vincennes → Val de Fontenay Place d'Italie → Place de Rungis La Courneuve-8 Mai 1945 → Le Bourget–RER Mairie de Montreuil → Montreuil–Murs-à-Pêches o Montreuil–Hôpital Gare d'Austerlitz → Ivry–Gambetta y entre Boulogne–Pont de Saint-Cloud i Gare de Saint-Cloud Rosny–Bois-Perrier → Noisy–Champs Mairie d'Issy → Carrefour de la Ferme Mairie de Saint-Ouen → Saint-Denis–Pleyel i entre Olympiades i Aéroport d'Orly |
| Sense termini |
| La Défense → Nanterre–La Folie Porte de Clignancourt → Docks de Saint-Ouen Bobigny–Pablo Picasso → Mairie de Drancy Ivry–Gambetta → Vitry-sur-Seine Mairie d'Aubervilliers → La Courneuve–Six Routes Saint-Denis–Université → Stains-La Cerisaie i Les Courtilles → Argenteuil Aéroport d'Orly → Morangis |

### Grand Paris Express
El Grand Paris Express ("Gran París Exprés") és un projecte que preveu, entre d'altres, la prolongació de les línies 11 i 14 cap a la coneguda com a petite couronne, així com la creació d'altres quatre línies de metro. La seva peculiaritat és que estan principalment dissenyades per donar servei a les ciutats que envolten París i no a la pròpia capital.

### Renovació dels trens i automatització de la conducció
Des de 2008, la RATP renova els trens de les diferents línies. Per substituir els trens MF 67 de les línies 2, 5 i 9, Alstom i Bombardier estan fabricant els nous trens MF 01. Disposen de conductor, així com de ventilació refrigerada, que no aire condicionat o menys seients però més grans (disposats en 2+1). La RATP renova constantment el material rodant, amb el lliurament dels trens de MF 01, el 2, 5 i 9 abans de substituir els trens de MF 67 i MP 05 per trens d'una altra línia en perMetro que un reemplaçament de canvi del MP 59 de la línia 4 pel MP 89 CC. La RATP es considera la substitució dels MP 73, trens que circulen per les línies 6 i 11 i els últims trens MF 67, mentre que encara és present a les línies 3, 10 i 12.
Donada la creació de la línia 14, automàtica des dels seus inicis, i la posterior automatització de la línia 1, la RATP contempla l'automatització de altres línies per millorar la fluïdesa i la capacitat del sistema. Por ejemplo, está previsto que el último tren con conductor abandone la Línia 4 en 2022.
Per la seva banda, està previst que el 2027 la línia 13 del Metro de París línia 13 —la línia amb més passatgers de la xarxa— haurà de substituir tots els seus trens, circumstància que la convertirien en favorable per a la seva automatització. Una altra línia candidata és la línia 11. Atès que es perllongarà fins a Noisy–Champs abans de 2030, es podria preveure la seva automatització dins del projecte del Grand Paris Express.

## Cultura
En nombroses pel·lícules el metro de París ha estat un tema important, com a Les portes de la nit (dirigida per Marcel Carné, de 1946), Zazie dans le métro (Louis Malle, 1960), La grosse caisse (Alex Joffé, 1965), El samurai (Jean-Pierre Melville, 1967), Peur sur la ville (Henri Verneuil, 1975), Der amerikanische Freund (Wim Wenders, 1977), Le Dernier métro (François Truffaut, 1980), Subway (Luc Besson, 1985), Mauvais sang (Leos Carax, 1986), Amélie (Jean-Pierre Jeunet, 2001), i Paris, je t'aime (2006), entre d'altres.
En la literatura, el metro és esmentat en llibres com a Tot aquest temps de Henri Calet, el Diari íntim de Franz Kafka. També esmenten el metro autors com Louis Aragon, Jean Cocteau, Jacques Prévert, Claude Roy, Robert Desnos, Léon-Paul Fargue i Marcel Allain, entre d'altres.
D'altra banda, el metro ha estat tema de cançons com La Poinçonneur Lila de Serge Gainsbourg, metro de Léo Ferré, metro de Yves Montand, hi ha l'alegria de Charles Trenet, El metro de París d'Édith Piaf, Madeleine de Bercy Pierre Perret, És massa Metro del Grup Telephone entre d'altres.
La numismàtica també ha homenatjat el metro de París mitjançant l'edició d'unes quantes medalles, entre les quals:
- Un homenatge als constructors el 1912;
- El cinquantè aniversari del metro el 1950;
- Un homenatge a Fulgence Bienvenüe;
- Premis de l'antic departament de Seine.

### La música al metro
Els músics del metro de París constitueixen una antiga tradició que ha permès a diversos músics i cantants fer els primers passos cap a la fama. Alguns exemples són: Alain Souchon, Manu Dibango, Jacques Higelin, Kunda Touré, Dany Brillant, Ben Harper, Lââm, Anis i William Baldé.
No obstant això, a partir de 1997, amb la creació d'Espace métro accords (EMA) per part de la RATP, aquesta activitat no és regulada de manera oficial. Així, per evitar molèsties als viatgers, els músics que vulguin treballar al metro han de presentar una audició davant un jurat de l'EMA. Si són acceptats, els músics reben la targeta d'EMA que han de portar sobre si i se'ls prohibeix interpretar a les plataformes i als trens. En contrapartida per aquest servei, EMA ofereix als músics més populars l'edició de discos en recopilacions i la producció en escenaris de Illa de França.